# أوليفر مينتال
أوليفر مينتال هو لاعب كرة قدم البرازيل ولد في 29 أغسطس 1992 هو يلعب حاليا في نادي كافالري في الدوري الكندي الممتاز.

## روابط خارجية
- أوليفر مينتال على موقع قاعدة بيانات كرة القدم.إي يو (الإنجليزية)
- أوليفر مينتال على موقع Soccerway.com (الإنجليزية)